# Лопес де Алмейда, Гильерме
Гильерме Лопес де Алмейда (порт. Guilherme Lopes de Almeida, более известный, как Гильерме порт. Guilherme; род. 14 февраля 2002, Бразилиа) — бразильский футболист, полузащитник клуба «Ред Булл Брагантино».

## Клубная карьера
Гильерме — воспитанник клубов «Крузейро» и «Ред Булл Брагантино». 10 июля 2021 года в матче против «Атлетико Паранаэнсе» он дебютировал в бразильской Серии A в составе последних. В 2022 году Гильерме на правах аренды перешёл в КРБ. 5 августа в матче против «Понте-Прета» он дебютировал в бразильской Серии B. По окончании аренды игрок вернулся в «Ред Булл Брагантино».